# Мацеївська волость
Маціївська волость — адміністративно-територіальна одиниця Ковельського повіту Волинської губернії Російської імперії. Волосний центр — містечко Маціїв.
Станом на 1885 рік складалася з 14 поселень, 12 сільських горомад, Населення — 8425 осіб (4157 чоловічої статі та 4286 — жіночої), 791 дворове господарство.
|                     | Площа, десятин | У тому числі орної, десятин |
| ------------------- | -------------- | --------------------------- |
| Сільських громад    | 13037          | 6068                        |
| Приватної власності | 5227           | 1570                        |
| Казенної власності  | 255            | —                           |
| Іншої власності     | 437            | 280                         |
| Загалом             | 18956          | 7918                        |

Основні поселення волості:
- Маціїв — колишнє власницьке містечко, за 26 верст від повітового міста, 370 осіб, 49 дворів; волосне правління, 2 православні церкви, костел, католицька каплиця, синагога, 2 молитовні єврейські будинки, школа, лікарня, богадільня, 3 постоялі двори, 6 постоялих будинків, 105 лавок, базар, 7 ярмарків, 2 вітряки, млин, 5 шкіряних, 2 маслобійні та пивоварний заводи. За 2 версти — винокурний завод. За 2 версти — станція залізниці Маціїв
- Зачернеччя — колишнє власницьке село, 523 особи, 74 двори, православна церква, постоялий будинок.
- Лісняки — колишнє державне село, 352 особи, 30 дворів, православна церква.
- Окунин — колишнє власницьке село, при озері Окунинське, 290 осіб, 37 дворів, православна церква, постоялий будинок, водяний млин.
- Паридуби — колишнє державне село, 640 осіб, 95 дворів, православна церква, школа, постоялий будинок, 3 вітряки.
- Смідин — колишнє державне село, 2036 осіб, 305 дворів, 2 православні церкви, школа, 3 постоялі будинки, 5 вітряків.

## Під владою Польщі
18 березня 1921 року Західна Волинь окупована Польщею. Волості було перетворено на ґміни, відповідно, адміністративна одиниця отримала назву ґміна Мацєюв. Волость входила до Ковельського повіту Волинського воєводства. Межі та склад колишньої волості збереглися, що й за Російської імперії та Української держави.
Польською окупаційною владою на території ґміни велася державна програма будівництва польських колоній і заселення поляками. На 1936 рік ґміна складалася з 23 громад:
1. Біличі — село: Біличі;
2. Чорноплеси — село: Чорноплеси;
3. Довгий Ліс — колонія: Довгий Ліс;
4. Годовичі — село: Годовичі;
5. Лісняки — село: Лісняки;
6. Мацеїв I — містечко: Маціїв I, хутір: Омаків та маєток: Стахір;
7. Мацеїв II — містечко: Маціїв II;
8. Окунин — село: Окунин;
9. Паридуби — село: Паридуби;
10. Рудня — село: Рудня;
11. Сімаки — село: Сімаки;
12. Смідинь Коршеве — село: Смідинь Коршеве;
13. Смідинь Сорочий — село: Смідинь Сорочий;
14. Смідинь Заболоття — село: Смідинь Заболоття;
15. Смідинь Воронячий — село: Смідинь Воронячий;
16. Старуха — колонія: Старуха;
17. Торговище — село: Торговище;
18. Трублі — село: Трублі;
19. Волянщина — село: Волянщина;
20. Вілька Підгороденська — село: Вілька-Підгородненська;
21. Вигнанка — село: Вигнанка;
22. Вижівка — село: Вижівка;
23. Зачорнеччя — село: Зачернеччя.

Після радянської анексії західноукраїнських земель ґміна ліквідована у зв'язку з утворенням Маціївського району.